# Cwmamman
Pour le village près d'Aberdare, voir Cwmaman.
Cwmamman est une communauté du Carmarthenshire, au pays de Galles.
Comme son nom l'indique, elle couvre en partie la vallée (cwm en gallois) de l'Amman (en). Elle se compose des deux anciens villages miniers de Glanamman (en) et Garnant. Au recensement de 2011, elle comptait 4 486 habitants.